# Takiego chłopaka
Takiego chłopaka – drugi singel promujący album wrocławskiej grupy Mikromusic pt. Piękny koniec.
Piosenka traktuje o trudności w znalezieniu idealnego kandydata na męża/partnera przez kobietę, która z początku jest bardzo wybredna i szuka swojego ideału. Upływ czasu sprawia, że w rezultacie zmieniają się priorytety i prosi los już nawet o takiego chłopaka, którym wcześniej by pogardziła („daj siłacza, daj brzydala...”).

## Notowania
| Lista (2013)                                    | Najwyższa pozycja |
| ----------------------------------------------- | ----------------- |
| Lista Przebojów Programu Trzeciego              | 19                |
| Młodowschodnia Lista Przebojów                  | 1                 |
| Szczecińska Lista Przebojów                     | 3                 |
| Szczęśliwa 13 – Lista Przebojów Radia Białystok | 3                 |
| Złota Trzydziestka Radia Koszalin               | 25                |

## Teledysk
Reżyserią teledysku zajęli się: Natalia Jakubowska i Łukasz Gronowski. Jakubowska również jest autorką zdjęć. Obraz nawiązuje do lat 80. XX w. Tematem jest wybór „Naszej miss”, gdzie smukłe, piękne kobiety muszą się wdzięczyć do w większości wcale nie urodziwych mężczyzn. Modelki, które wystąpiły w wideoklipie to: Ola Sawicka, Monika Tchórzewska, Małgorzata Kowalska, Natalia Wiciech, Małgorzata Wewióra, Kamila Ściborek, Dagmara Bąk i Sabina Michalska. Ponadto wystąpili: Marta Kaczorowska, Paweł Aksamit, Dominik Cymer, Maciej Gruszczyński, Tomek Szymański, Sławomir Tomczak. Wideoklip miał swoją premierę w serwisie YouTube 5 kwietnia 2013.